# Irma Nordvang
Irma Ingeborg Nordvang, född Lundin 27 maj 1905 i Stockholm, död där 31 mars 1977, var en svensk författare och översättare. Hon är i dag främst ihågkommen för sina översättningar, såsom av Robert Musils Mannen utan egenskaper. Hon publicerade även väl mottagna diktsamlingar, men mottagandet präglades under andra världskriget av de pronazistiska ståndpunkter som hon då uttalade.

## Biografi
Irma Nordvang översatte från tyska och (i mindre omfattning) från norska och engelska. Medan Nordvangs kristet färgade poesi har fallit i glömska, läses och återutges ännu några av hennes översättningar, inte minst Robert Musils Mannen utan egenskaper.
Irma Nordvangs främsta verksamhetsområde kom att bli skönlitterära översättningar från tyska. År 1934 debuterade hon dels med Ernst Wiecherts roman Färjkarlen, dels med bidrag i antologin Från George till Kästner. Modern tysk lyrik, där hon framträdde tillsammans med de etablerade poeterna och lyriktolkarna Johannes Edfelt och Bertil Malmberg. Vid ett av sina få framträdanden i offentligheten, i en intervju i Nya Dagligt Allehanda 1934, gjorde hon sig till förespråkare för den så kallade frontgenerationen inom den tyska litteraturen – de författare som upplevt första världskrigets chock, sympatiserade med Hitler och fått vind i seglen efter nazisternas Machtübernahme 1933.
Under andra världskriget medverkade hon i den svenska pronazistiska manifestationen Det kämpande Tyskland 1941, med bidrag av Sven Hedin, Fredrik Böök, Rütger Essén med flera, där hon hyllade kampen mot ”entartete Kunst” och talade sig varm för de författare i Tyskland som äntligen fått ordet efter Weimartidens ”förvisning”. I tidskriften Sverige–Tyskland publicerade hon åren 1938–1943 regelbundet poetiska översättningar och bidrog med artiklar om ny litteratur från tredje riket.
Sedan hon insjuknat i tuberkulos 1944 led Irma Nordvang resten av livet av vacklande hälsa. Under efterkrigsåren ansåg hon sig motarbetad på grund av sina kända protyska sympatier.

### Tolkningar
- Barker, Cicely Mary (1953). Blomsterälvorna om sommaren. Stockholm: Atheneum. Libris 1434294
- Beethoven, Ludwig van (1952). Brev : ett urval. Stockholm: Bonnier. Libris 1434404
- Benary-Isbert, Margot (1956). Arken : [en roman om ungdom och mod]. Stockholm: Bonnier. Libris 1191462
- Från George till Kästner : modern tysk lyrik. Stockholm: Albert Bonniers förlag. 1934. Libris 8073282 - Tillsammans med Johannes Edfelt och Bertil Malmberg.
- Hesse, Hermann (1952). Glaspärlespelet : försök till en levnadsbeskrivning över magister Ludi Josef Knecht jämte Knechts efterlämnade papper /  [översättning av Nils Holmberg ; dikterna tolkade av Irma Nordvang]. Gula serien. N. F. Stockholm: Bonnier. Libris 1452995
- Karmel, Ilona (1954). Den polska flickan. Stockholm: Bonnier. Libris 8220404
- Melville, Herman (1949). Mardi / översättning av Aida Törnell ; [dikterna översatta av Irma Nordvang]. Stockholm: Wahlström & Widstrand. Libris 1419827
- Musil, Robert (1983). Mannen utan egenskaper : [roman]. Vol. 1. Stockholm: Bonnier. Libris 8077950. ISBN 91-0-029886-7
- Musil, Robert (1983). Mannen utan egenskaper : [roman]. Vol. 2. Stockholm: Bonnier. Libris 8077951. ISBN 91-0-029889-1
- Musil, Robert (1983). Mannen utan egenskaper : [roman]. Vol. 3. Stockholm: Bonnier. Libris 8077952. ISBN 91-0-029892-1
- Perkonig, Josef Friedrich (1943). Nikolaus Tschinderle, rövarhövding : roman. Malmö: Svensk-tyska litteratursällskapet. Libris 1404322
- Roth, Joseph (1958). Nikolaus Tarabas, en gäst på denna jord. Tidens tyska klassiker ; 21. Stockholm: Tiden. Libris 1520748
- Schallück, Paul (1956). Den osynliga porten. Panacheserien, 99-0117874-6. Stockholm: Bonnier. Libris 2343475
- Trilling, Lionel (1949). Vid vägens mitt / översättning av Vanja Lantz ; [dikterna översatta av Irma Nordvang]. Delfinserien, 0346-6574. Stockholm: Wahlström & Widstrand. Libris 1420700
- Tügel, Ludwig (1940). Sankt Blehk : roman. Malmö: Svensk-tyska litteratursällskapet. Libris 1380614
- Vad jag fått av Oxfordrörelsen. Stockholm: Diakonistyrelsen. 1935. Libris 1364878
- Vidyapati, Thakur (1966). Kärlekssånger från Indien. Svalans lyrikklubb, 0586-0326 ; 11. Stockholm: Bonnier. Libris 632683

## Utmärkelser
- 1965 – Sveriges Författarfonds premium till personer för belöning av litterär förtjänst
- 1970 – De Nios översättarpris
- 1974 – Sveriges Författarfonds premium till personer för belöning av litterär förtjänst